# Zhang Hong
Zhang Hong (chinesisch 張紘, * 152; † 212) war ein Konfuzianist und Minister unter Sun Ce und Sun Quan, den Fürsten der Wu-Dynastie zur Zeit der drei Reiche im alten China.
Er und sein Bruder Zhang Zhao waren als die „zwei Zhangs“ bekannt. Er war ein enger Freund der Sun-Familie seit den Tagen von Sun Jian. Nach dessen Tod war er unter Sun Ce für die Niederschrift von Denkschriften und Aufsätzen über den Kaiser Han Xiandi und Cao Cao. Nach Sun Ces Tode sollte er Cao Cao dienen, von dem er dann als Spion zu Sun Quan gesandt wurde. Zhang Hong blieb den Wu jedoch treu und bat Sun Quan auf seinem Sterbebett, die Stadt Mo Ling zu entwickeln. Dadurch wurde Mo Ling zur Hauptstadt Jianye (建業, heutiges Nanjing, Jiangsu).
| Personendaten    | Personendaten                        |
| ---------------- | ------------------------------------ |
| NAME             | Zhang, Hong                          |
| KURZBESCHREIBUNG | Beamter der chinesischen Wu-Dynastie |
| GEBURTSDATUM     | 152                                  |
| STERBEDATUM      | 212                                  |